# Imke Vormeer
Imke Vormeer (Fijnaart, 23 juni 1988) is een Nederlandse oud-langebaanschaatsster die ook actief was in het marathonschaatsen. Vormeer was lid van Schaatsvereniging De Striene uit Fijnaart, en daarna van Hardrijdersclub Heerenveen.
Vormeer reed twee keer het NK afstanden en ook twee keer het NK allround. Tijdens het NK allround in 2012 behaalde ze in het eindklassement de 15e plek. Vanaf het seizoen 2013-2014 maakt Vormeer deel uit van Schaatsmeiden.nl waar Team Palet Schilderwerken ook onder valt. Op 13 maart 2016 rijdt ze een nieuw baanrecord in Breda op de 10.000 meter. Aan het begin van seizoen 2018/2019 scherpte ze haar persoonlijke records op de 3000 en 5000 meter aan en zou Vormeer op 9 december 2018 haar wereldbekerdebuut maken op de nieuw overdekte ijsbaan in Polen op de 5000 meter door de afwezigheid van de Jumbo-ploeg, maar door een procedurefout van zowel de KNSB als de ISU omdat zij stellen dat er geen limiettijd kan worden gereden in een kwalificatiemoment met alleen maar Nederlandse langebaanschaatsers.
In het voorjaar van 2020 nam Vormeer afscheid van de professionele schaatssport.

## Persoonlijke records
| Afstand     | Tijd     | Datum            | Baan       |
| ----------- | -------- | ---------------- | ---------- |
| 500 meter   | 41,25    | 29 december 2012 | Heerenveen |
| 1000 meter  | 1.22,80  | 2 december 2012  | Heerenveen |
| 1500 meter  | 2.01,47  | 25 oktober 2013  | Heerenveen |
| 3000 meter  | 4.09,39  | 29 december 2018 | Heerenveen |
| 5000 meter  | 7.08,58  | 4 november 2018  | Heerenveen |
| 10000 meter | 15.42,13 | 13 maart 2016    | Breda      |

## Resultaten
| Jaar | NK Afstanden                       | NK Allround |
| ---- | ---------------------------------- | ----------- |
| 2011 | 17e 3000m                          |             |
| 2012 |                                    | NC15        |
| 2013 | 20e 3000m                          | NC17        |
| 2014 | 20e 1500m 12e 3000m 7e massastart  |             |
| 2015 | 18e 3000m 14e 5000m 18e massastart | NS3         |
|      |                                    |             |
| 2017 | 15e 3000m 4e massastart            |             |
|      |                                    |             |
| 2019 | 10e 3000m 10e 5000m 6e massastart  |             |
| 2020 | 11e 3000m 9e 5000m 30e massastart  |             |

NC15 = niet gekwalificeerd voor de laatste afstand, maar wel als 15e geklasseerd in de eindrangschikking
NS=niet gestart op een bepaalde afstand